# Dreams Football Club

O Dreams Football Club, ou simplesmente Dreams FC, é um clube de futebol da Grande Acra, em Gana. O clube compete na Ghana Premier League.

## História
O clube foi fundado em 2009 e foi promovido para a segunda divisão do futebol ganês  em 2014.
O clube se qualificou para a primeira divisão do futebol ganês na temporada de 2014–15, jogando a elite pela primeira vez na história do clube em 2015–16. Em dezembro de 2016, o clube foi rebaixado à segunda divisão devido a anomalias com o registro de um jogador. A decisão foi tomada pelo Comitê Disciplinário da Associação de Futebol Ganês.
Na temporada de 2022–23, o time conquistou o seu primeiro título nacional ao vencer a Ghan FA Cup.

## Títulos
| NACIONAIS | NACIONAIS    | NACIONAIS | NACIONAIS  |
|           | Competição   | Títulos   | Temporadas |
| --------- | ------------ | --------- | ---------- |
| Gana      | Ghana FA Cup | 1         | 2022–23    |